# Лакепа
Лакепа (англ. Lakepa) — деревня, расположенная в северо-восточной части острова Ниуэ (владение Новой Зеландии) на юге Тихого океана. Является административным центром одноимённого округа.

## Географическая характеристика
Деревня Лакепа расположена, примерно, в 12 км северо-восточнее столицы Ниуэ. Ближайший населённый пункт — деревня Лику, находится в 5 км юго-восточнее.
Высота центра деревни над уровнем моря равна 56 м.

## Население
Население, согласно данным переписи населения 2011 года, составляет 51 человек.
| Динамика изменения численности населения Лакепа | Динамика изменения численности населения Лакепа | Динамика изменения численности населения Лакепа | Динамика изменения численности населения Лакепа | Динамика изменения численности населения Лакепа | Динамика изменения численности населения Лакепа |
| Год                                             | 1986                                            | 1997                                            | 2001                                            | 2006                                            | 2011                                            |
| ----------------------------------------------- | ----------------------------------------------- | ----------------------------------------------- | ----------------------------------------------- | ----------------------------------------------- | ----------------------------------------------- |
| жителей                                         | 139                                             | 125                                             | 88                                              | 72                                              | 51                                              |